# Giovanni Calabrò
Giovanni Calabrò (Castelmola, 11 gennaio 1906 – Kvasica Crnomelj, 22 settembre 1942) è stato un militare italiano, vicebrigadiere dell'Arma dei Carabinieri, decorato di medaglia d'oro al valor militare alla memoria e di medaglia d'argento al valor militare.

## Biografia
Nato a Castelmola (ME) l'11 gennaio 1906, si arruola come allievo carabiniere nella legione di Palermo il 6 gennaio 1926, all'età di 20 anni. Il 15 giugno dello stesso anno viene promosso carabiniere e assegnato dapprima nel capoluogo siciliano e successivamente alla stazione di Naro (AG). Su richiesta nel 1930 viene trasferito a Padova guadagnandosi un encomio per aver sostenuto un conflitto a fuoco con un malvivente sorpreso in flagrante tentativo di furto, a Rosolina (RO). Il 5 luglio 1933 viene trasferito presso la Legione di Milano, ove terminerà la ferma il 5 gennaio 1935. Viene richiamato in servizio il 10 maggio 1939 con il grado di vicebrigadiere e dopo aver conseguito l'abilitazione viene destinato all'85ª sezione motorizzata mobilitata. Nel giugno 1940 prende parte alle operazioni belliche della Seconda Guerra Mondiale sul fronte francese, sino al dicembre dello stesso anno quando, dopo un breve periodo in forza alla Stazione di Lissone (MB), viene assegnato al XIV battaglione CC Milano, sul fronte sloveno. Al termine dell'occupazione del Regno Balcanico, con la trasformazione del Reparto in Forza territoriale con competenza sulla provincia di Lubiana, Calabrò fu destinato al Servizio d'Istituto, comprendente anche compiti di controguerriglia.
Il 22 settembre 1942, unitamente ai Carabinieri Carlo Sanguini, Pietro Voltolina e Pasquale Trotta, per fare rientro alla propria stazione di Vinica (nel Sud della Slovenia, al confine con la Croazia) si aggrega ad una Compagnia della Divisione "Messina". L'autocolonna fu violentemente attaccata da un migliaio di "ribelli", vennero sopraffatti ed i mezzi vennero messi a fuoco.  Sarà proprio nell'ultima resistenza che il Sottufficiale, gravemente ferito al volto e agli arti inferiori, insieme ad altri 5 superstiti, si attestò a difesa dei commilitoni caduti. Sperando di resistere fino all'arrivo dei rinforzi, tentò di impadronirsi di una mitragliatrice rimasta su un autocarro; A tale scopo, usò il proprio corpo per far salire i propri compagni sull'autocarro, continuando a sparare sui nemici. Fatto segno ripetutamente di numerose bombe a mano, il Sottufficiale crollò crivellato di schegge.
I suoi resti riposano attualmente nel cimitero di Giardini Naxos (ME).

## Riconoscimenti e dediche
- A Giovanni Calabrò è intitolata la caserma sede della Compagnia Carabinieri di Nicosia (En).